# Plaine des Roches
Plaine des Roches est un village de l'île Maurice.
La partie Nord de Plaines des Roches dépend du district de Rivière du Rempart, tandis que la partie Sud appartient à celui de Flacq. Au recensement de 2011, Plaine des Roches comptait 4 020 habitants, dont 265 dans le district de Flacq et 3 755 dans celui de Rivière du Rempart. Les deux parties forment le Village Council Area de Plaine des Roches.
La localité tire son nom des roches de basalte abondantes ici, vestiges d'une activité volcanique de vingt-cinq mille ans.
Il était question après la Seconde Guerre mondiale d'installer ici un aérodrome, mais ce projet n'a pas vu le jour. Plaine des Roches vit essentiellement de l'agriculture, de la culture du tabac et de la canne à sucre. En 2004, la production de canne à sucre représentait ici 10 401 tonnes.
On y trouve le premier parc éolien de l'île.

## Enseignement
- Pardooman Shibchurn Government School.

## Faune

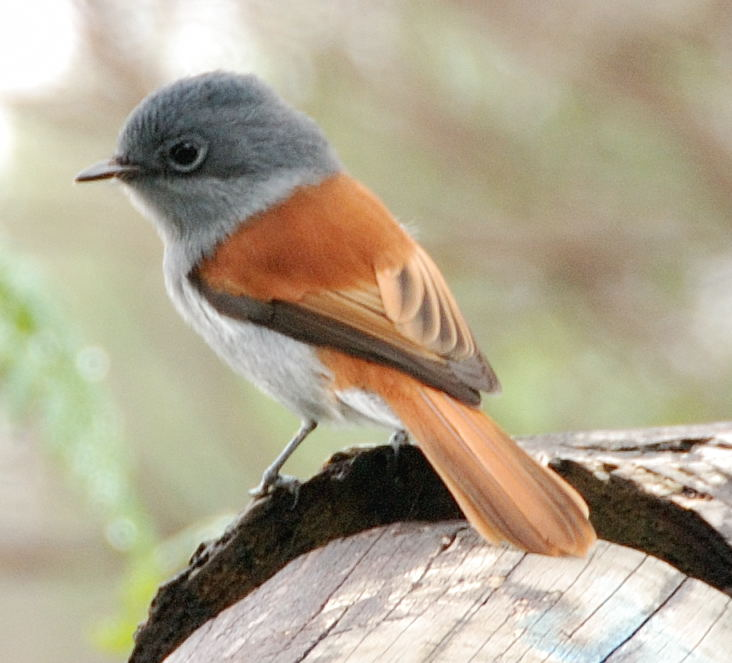
Zoizo la Vierge.

On trouve à Plaine des Roches des espèces rares, comme:
- Aerodramus francicus, (salangane des Mascareignes), espèce très menacée endémique des Mascareignes
- Terpsiphone bourbonnensis (zoizo la Vierge, ou terpsiphone de Bourbon), endémique de La Réunion et de Maurice
- Zosterops borbonicus (zoizo blanc, ou oiseau-lunettes gris), endémique de la Réunion et de Maurice
- Phelsuma cepediana (gecko à queue bleue), endémique de Maurice
- Mormopterus acetabulosus (petite soussouille), endémique de Maurice